# Franziska Brychcy

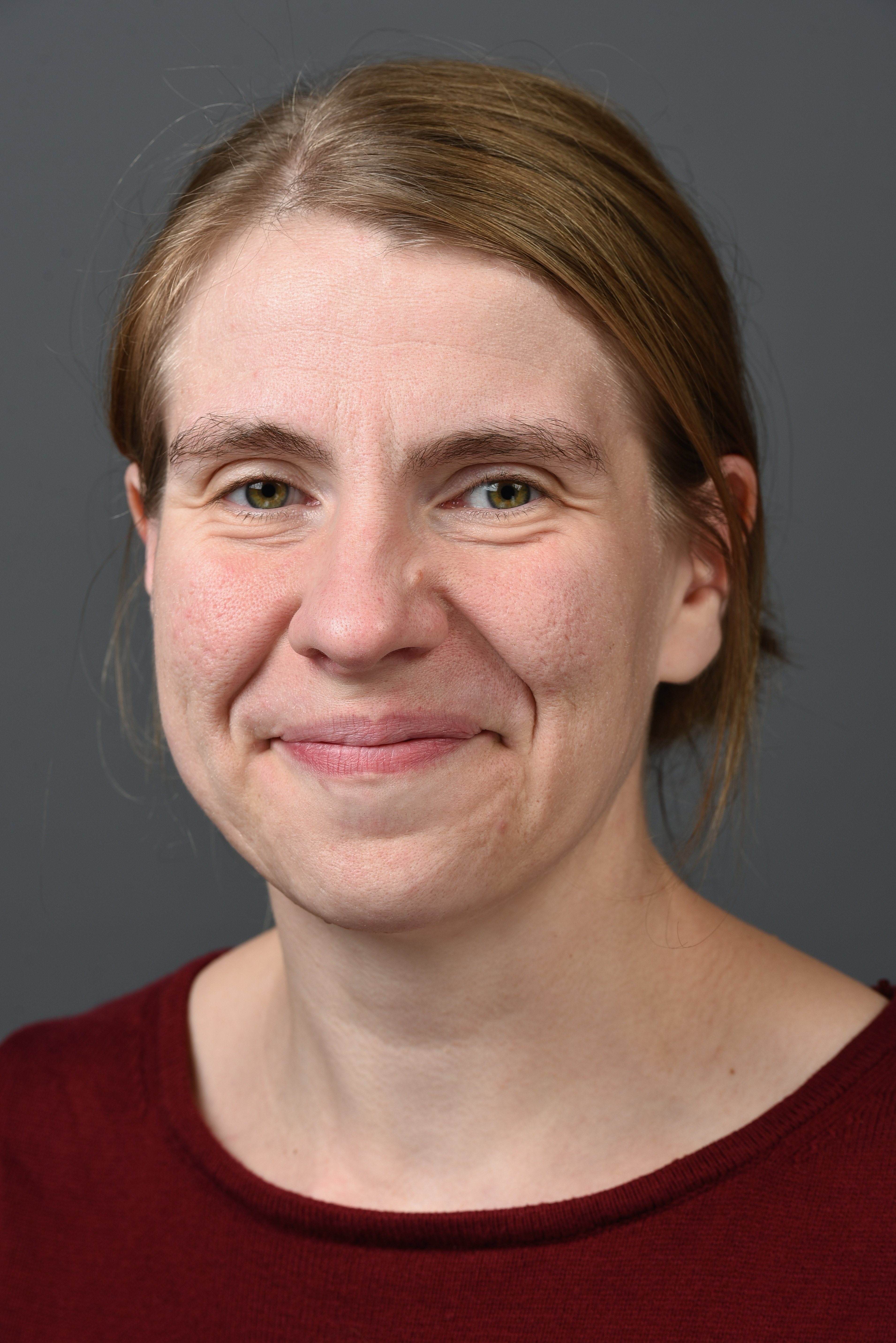
Franziska Brychcy, 2017

Franziska Brychcy (* 1984 in Meißen) ist eine deutsche Politikerin (Die Linke). Sie ist seit 2016 Mitglied des Abgeordnetenhauses von Berlin. Von 2023 bis 2025 war sie Landesvorsitzende der Berliner Linken.

## Leben und Wirken
Franziska Brychcy wuchs in Waltershausen auf und legte 2003 das Abitur am staatlichen Gymnasium Friedrichroda ab. Sie studierte an der Pariser Sciences Po und der Freien Universität Berlin Affaires européennes – Politikwissenschaft mit deutsch-französischem Doppelmaster. Während des Studiums war sie in der Abteilung für Protokoll- und Auslandsangelegenheiten und im Büro des Bevollmächtigten für die deutsch-französische kulturelle Zusammenarbeit in der Berliner Senatskanzlei als Praktikantin beschäftigt.
Brychcy war Protagonistin des Fernsehbeitrages „Ich liebe beide Männer“ der WDR-Reihe Menschen hautnah, in dem die polyamore Liebesbeziehung Brychcys mit ihren zwei männlichen Partnern behandelt wurde.
Zur Linken kam sie über den Studierenden- und Jugendverband und war von 2013 bis 2022 Vorsitzende der Linken Steglitz-Zehlendorf. Von 2014 bis 2018 war sie zudem stellvertretende Landesvorsitzende der Berliner Linken. Sie kandidierte bei der Wahl zum Abgeordnetenhaus von Berlin 2016 im Wahlkreis Steglitz-Zehlendorf 2 und zog über die Landesliste in das Abgeordnetenhaus ein. Im Berliner Abgeordnetenhaus ist sie Sprecherin für Berufliche Bildung und Europa ihrer Fraktion. Sie gehört dort außerdem dem Ausschuss für Bildung, Jugend und Familie, dem Petitionsausschuss, dem Ausschuss für Europa- und Bundesangelegenheiten, Medien und dem Wissenschaftsausschuss an. Sie engagiert sich insbesondere in den Politikbereichen Bildung und Hochschule und ist seit 2018 Co-Sprecherin der LAG Bildung und Schule der Linken in Berlin. In ihrer Funktion als Abgeordnete gehört sie zudem den Kuratorien des Pestalozzi-Fröbel-Hauses, des Lette-Vereins Berlin und der Berliner Landeszentrale für politische Bildung an.
Im Juni 2020 kandidierte Brychcy für den Co-Fraktionsvorsitz der Linksfraktion im Abgeordnetenhaus, unterlag aber bei der Abstimmung gegen Anne Helm und ist seitdem einfaches Mitglied im Fraktionsvorstand. Bei der Abgeordnetenhaus 2021 zog sie erneut ins Parlament ein. Auch bei der Wiederholungswahl 2023 konnte sie ihren Sitz im Abgeordnetenhaus verteidigen.
Am 13. Mai 2023 wurde sie neben Maximilian Schirmer zur Landesvorsitzenden der Berliner Linken gewählt. Bei der Landesvorstandswahl 2025 trat sie nicht erneut an.
Brychcy gehört dem Deutsch-Französischen Institut an und ist unter anderem Mitglied der Vereinigung der Verfolgten des Naziregimes – Bund der Antifaschistinnen und Antifaschisten, des Vereins Initiative KZ-Außenlager Lichterfelde, des Fördervereins der Friedrich-Drake-Grundschule, der Volkssolidarität, des Vereins Zimmertheater Steglitz, des Fördervereins der Freunde der Fichtenberg-Oberschule, der Gewerkschaft Erziehung und Wissenschaft, des Bündnisses weltoffenes Steglitz-Zehlendorf, des Freundeskreises der Musikschule Steglitz-Zehlendorf, des Schulförderungsvereins des Arndt-Gymnasiums Dahlem, der Berliner Mietergemeinschaft und der Europa-Union.